# El Ghrabet
El Ghrabet o El Ghorabet (àrab: الغرابات, al-Ḡurābāt) és una vila tunisiana de la governació de Médenine, a la delegació de Zarzis, que els seus habitants anomenen «Début désert». La vila limita al sud-est amb la Sabkhat El Melah i al sud-oest amb la carretera que porta a Ben Guerdane; al nord té la costa a uns 7 km. La part sud és plena de dunes d'arena. A la vora de la ciutat hi ha un henchir o fortí, considerat jaciment arqueològic.

## Administració
És el centre del sector o imada homònim, amb codi geogràfic 52 55 62 (ISO 3166-2:TN-12), de la delegació o mutamadiyya de Zarzis.